# Kaspitjan (distrikt)
Kaspitjan (bulgariska: Каспичан) är ett distrikt i Bulgarien.   Det ligger i kommunen Obsjtina Kaspitjan och regionen Sjumen, i den östra delen av landet, 300 km öster om huvudstaden Sofia. Antalet invånare är 3 056. Arean är 41 kvadratkilometer.
Terrängen i Kaspitjan är platt åt nordost, men åt sydväst är den kuperad.
Trakten runt Kaspitjan består till största delen av jordbruksmark. Runt Kaspitjan är det ganska glesbefolkat, med 34 invånare per kvadratkilometer.